# Епархия святого Ефрема в Хадки
Епархия святого Ефрема в Хадки (англ. Eparchy of St. Ephrem of Khadki; лат. Eparchia Sancti Ephraimi Khadkiensis) — епархия Сиро-маланкарской католической церкви c центром в городе Хадки, Индия. Кафедральным собором епархии святого Ефрема в Хадки является церковь Святой Марии.

## Территория
Епархия включает в себя индийские штаты Андхра-Прадеш, Гоа, Махараштра и Телангана, а также частично штаты Карнатака и Тамилнад. Верующие Сиро-маланкарской католической церкви проживают преимущественно в окрестностях Мумбаи и Пуны, в западной части штата Махараштра.

## История
26 марта 2015 года Папа Римский Франциск буллой Nos qui successimus учредил сиро-маланкарский апостольский экзархат святого Ефрема в Хадки. Он находился в непосредственном подчинении Святому Престолу и не являлся частью какой-либо церковной провинции.
23 ноября 2019 года апостольский экзархат возведён в ранг епархии. При этом она стала зависимой от Верховного архиепископа Тривандрума в связи с расширением territorium proprium Сиро-маланкарской католической церкви.

## Ординарии епархии
- епископ Томас Антониос Валиявилайил, O.I.C. (26.03.2015 — по настоящее время)[5].

## Статистика
По данным Католической церкви, в 2020 году епархия святого Ефрема в Хадки насчитывала 7.200 прихожан.
| год  | население | население | население | священники | священники        | священники         | священники                           | постоянные диаконы | монахи  | монахи  | приходы |
| год  | католики  | всего     | %         | всего      | белое духовенство | черное духовенство | число католиков на одного священника | постоянные диаконы | мужчины | женщины | приходы |
| ---- | --------- | --------- | --------- | ---------- | ----------------- | ------------------ | ------------------------------------ | ------------------ | ------- | ------- | ------- |
| 2015 | ?         | ?         | ?         | 21         | 14                | 7                  | ?                                    |                    | 7       |         | 27      |
| 2016 | 10.893    | ?         | ?         | 24         | 14                | 10                 | 453                                  |                    | 56      | 45      | 29      |
| 2019 | 7.200     | ?         | ?         | 29         | 21                | 8                  | 248                                  |                    | 54      | 42      | 31      |
| 2020 | 7.200     | ?         | ?         | 24         | 15                | 9                  | 300                                  |                    | 35      | 36      | 32      |